# Тимпанидева къща
Тимпанидевата къща (на гръцки: Οικία Τυμπανίδη) е къща в град Воден, Гърция.
Къщата е разположена в традиционния квартал Вароша на улица „Македономахи“ № 14 А-В. Изградена е в XIX век. Собственост е на Димитриос Тимпанидис.
В 1996 година като пример за традиционната градска архитектура на XIX век е обявена за паметник на културата.